# C・R・ヘイガン
カール・リチャード・ヘイガン（Carl Richard Hagen [ˈheɪɡən]、1937年2月2日 - ）は、アメリカ合衆国の理論物理学者であり、ロチェスター大学の素粒子物理学の教授である。標準模型と自発的対称性の破れに対する貢献、特に、ゲラルド・グラルニク、トマス・キブルと共に1964年にヒッグス機構とヒッグス粒子を発見したことで最もよく知られている。同年、Physical Review Letters(PRL)誌には、3つのグループによる自発的対称性の破れに関する論文が掲載され、これらは、PRL創刊50周年を記念して同誌が認定した、PRLにおける画期的な論文の一つに選ばれた。それらのヒッグス理論に関する初期の論文の中で、ヘイガンらのグループ(GHK)の論文は最も完成度が高いと広く考えられていたが、2013年のノーベル物理学賞はピーター・ヒッグスとフランソワ・アングレールに与えられ、GHKの3人は受賞対象に含まれなかった。
ヘイガンはシカゴで生まれ育ち、マサチューセッツ工科大学で物理学の学士号、修士号、PhDを取得した。博士論文のテーマは量子電磁力学だった。1963年にロチェスター大学の物理学の教授に就任した。ヘイガンはアメリカ物理学会(APS)のフェローであり、2008年にはAPSから「優れた査読者」と認められた。2010年、「4次元相対論的ゲージ理論における自発的対称性の破れの性質と、ベクトル粒子の質量の整合的な生成メカニズムの解明」により、APSのJ・J・サクライ賞を受賞した。2012年には、素粒子物理学と質量生成理論への貢献を讃えて、ヴァルパライソ大学から名誉理学博士号を授与された。